# Bekännelsen (2001)
Bekännelsen är en svensk/dansk/norsk film från 2001. Den har regi av Daniel Lind Lagerlöf, efter manus av Ulf Ryberg.

## Handling
Nina och Thomas bor i ett hus vid en sjö. Allt är bra, men en dag hittas två döda personer i närheten.

## Om filmen
TV-film i tre delar som visats på SVT2.

## Rollista
- Jonas Karlsson - Sigge
- Magnus Krepper - Thomas
- Johanna Sällström - Nina
- Ralph Carlsson - Olof, Thomas far
- Michael Nyqvist - Thorn
- Göran Ragnerstam - Bergman
- Lena Carlsson - Jenny
- Sandra Kassman - Hanna
- Jacob Nordenson - Eneman, chefen
- Dan Johansson - Nilsson
- Gunilla Abrahamsson - syster Ellen
- Bergljót Arnadóttir - prästen
- Carina Boberg - Carina
- Lars Hansson - Robban
- Renate Angelika Jüdes - tysk kvinna
- Piret Kalda - Irina
- Chatarina Larsson - dam i hatt
- Linda Lundmark - Susanne
- Marko Matvere - Peeter
- Nils Moritz - tolk
- Raymond Nederström - man på bensinstationen
- Anna Pettersson - Marit
- Anna Takanen - barnmorska

### Ej krediterad
- Johanna Östlund - speakerröst